# Anne Gilchrist
Anne Gilchrist (née Madrigueras; 25 de febrero de 1828-29 de noviembre de 1885) fue una escritora inglesa,  conocida por su colaboración con el poeta americano Walt Whitman. 

## Vida
Nacida en 1828, fue hija de John Parker y Henrietta Madrigueras. Su padre murió después de un accidente de equitación cuándo ella tenía once años y ella fue llevada a Londres.
Provenía de una familia distinguida de Essex, y se casó con el crítico de arte y literatura Alexander Gilchrist en 1851 después de un compromiso de dos años. Cinco años más tarde, en Chelsea, en el oeste de Londres, la pareja se convertiría en vecinos de Thomas Carlyle y Jane Welsh Carlyle, ambos escritores notables. Alexander murió de escarlatina en 1861. Su hija Beatrice fue quien originalmente cogió la enfermedad que transmitió a su hermano Percy y posteriormente este contagió a Alexander.
Quedó viuda con sus cuatro hijos: Percy, Beatrice, Herbert, y Grace. Una de las razones para que la familia se mudara a Filadelfia en 1876 era el deseo de Beatrice de atender la escuela de medicina. Beatrice finalmente se convertiría en médico en Edimburgo, pero se suicidaría poco después. Percy tuvo una carrera exitosa que desarrolló una manera nueva y económica de hacer el acero y Herbert fue un pintor menor.

## Trabajo
Después de la muerte de su marido en 1861, Anne completó su obra Vida de Blake y se volvió una colaboradora activa en revistas del momento.
Anne es probablemente más conocida por su nexo con Walt Whitman cuándo lea Hojas de hierba en 1869, y por escribir la primera gran crítica de aquel trabajo, la estimación de Una Mujer de Walt Whitman; su correspondencia estuvo iniciada a través de William Michael Rossetti. Cuándo ella finalmente viajó a Filadelfia, en 1876,  conoció a Whitman y entablaron una amistad duradera. Se mudó a Nueva Inglaterra en 1878, pero regresó a Inglaterra al año siguiente. En 1883,  publicó la biografía de la escritora Mary Lamb.